# Cashla Bay
Cashla Bay är en vik i republiken Irland.   Den ligger i grevskapet County Galway och provinsen Connacht, i den västra delen av landet, 220 km väster om huvudstaden Dublin.
Klimatet i trakten är tempererat. 